# Isla de Capri
La isla de Capri es una isla de Italia localizada en el mar Tirreno, en el lado sur del golfo de Nápoles, frente a la península Sorrentina. Ha sido un lugar de célebre belleza y centro vacacional desde la época de la antigua república romana.
Administrativamente, la isla pertenece a la ciudad metropolitana de Nápoles, en la región de Campania.

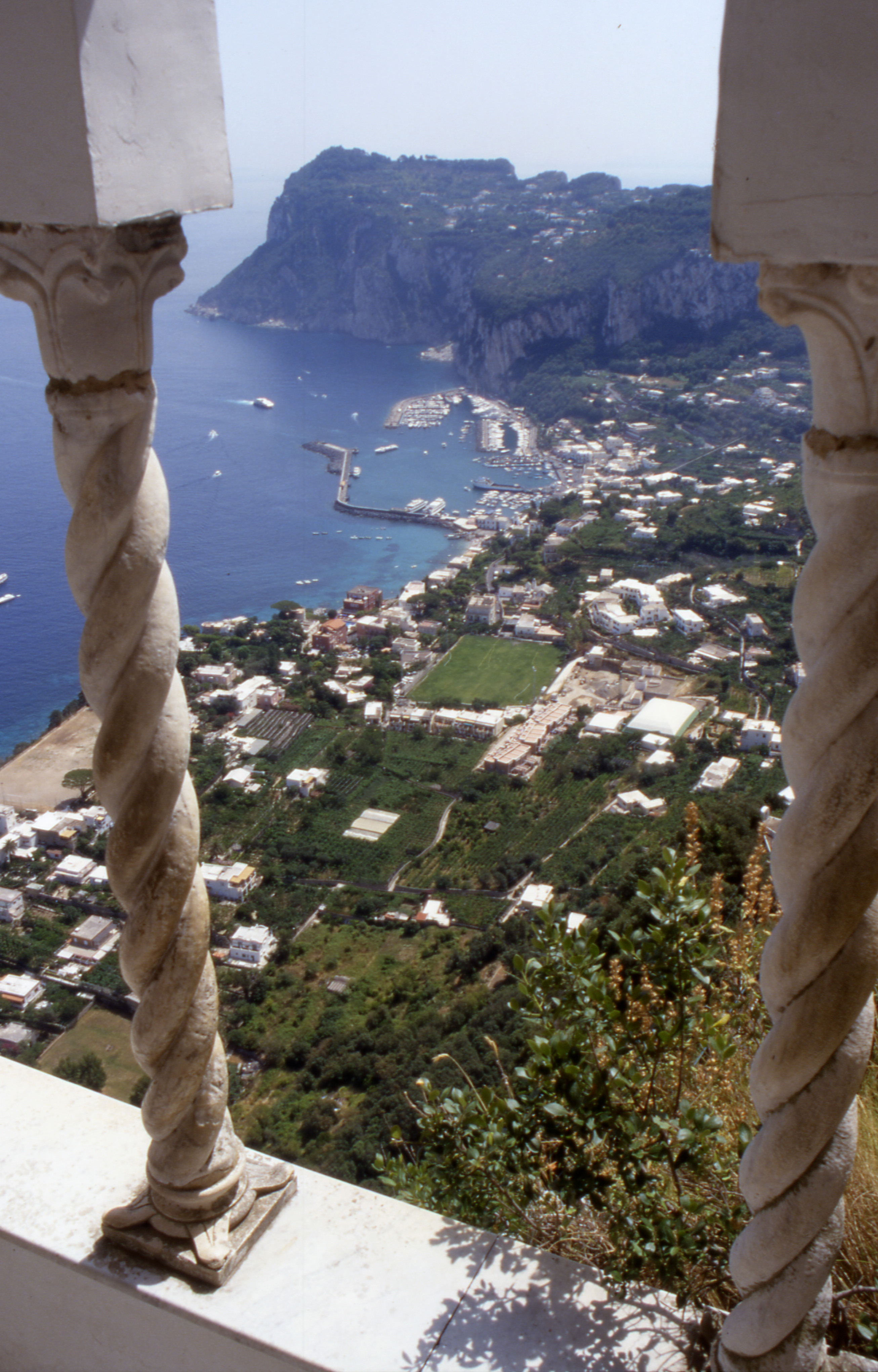
Vista de la isla de Capri.

## Geografía

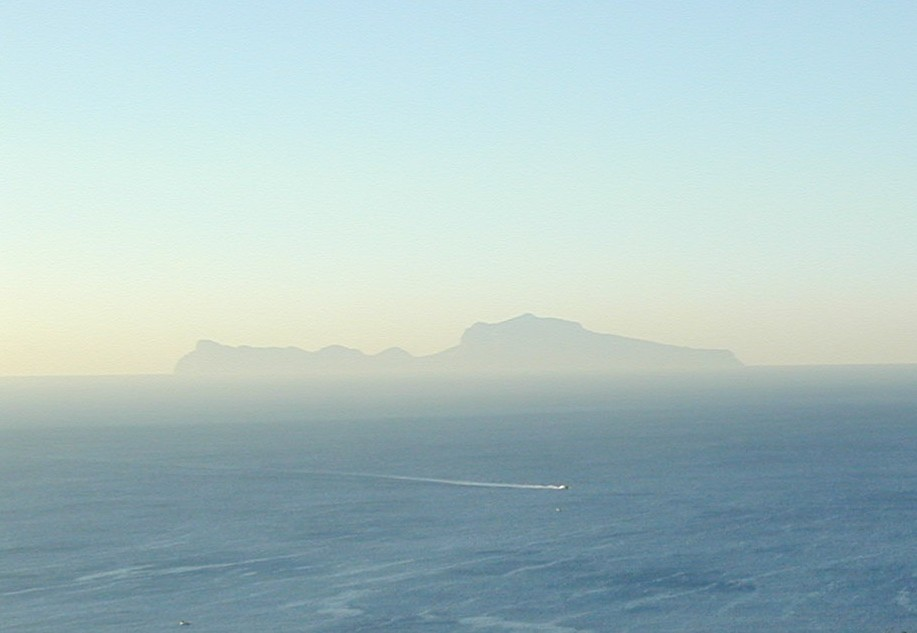
Vista de Capri desde el mar.

La isla tiene una superficie de 10,36 km², y un perímetro aproximado de 17 km. El accidente más elevado es el monte Solaro (589 metros). Otros accidentes son: Cappello (515 metros), monte San Michele (262 metros), monte Tiberio (334 metros), monte Tuoro (265 metros). La isla tiene dos municipios: Capri y Anacapri.
Las características principales de la isla son retratadas en las postales: la Marina Piccola (puerto pequeño), el Belvedere de Tragara, que es un elevado paseo panorámico sembrado de villas, los macizos calizos que destacan del mar (los "Faraglioni"), Anacapri, la Gruta Azul (Grotta Azzurra). Sobre todo están las ruinas de las villas romanas.
La ciudad de Capri es el principal centro de población de la isla de Capri. Tiene dos puertos contiguos, Marina Piccola y Marina Grande (el puerto principal de la isla). 
La comuna separada de Anacapri está ubicada a baja altura sobre las colinas al oeste de la ciudad de Capri.

## Historia

### Antigüedad y época romana
Según el geógrafo griego Estrabón, Capri fue una vez parte de tierra firme. Esto ha sido confirmado tanto por estudios geológicos como por hallazgos arqueológicos.
La ciudad fue habitada desde tiempos remotos. Evidencias de asentamientos humanos fueron descubiertos en la época romana; según Suetonio, cuando los cimientos de la villa de Augusto fueron excavados, se descubrieron huesos gigantes y armas de piedra. El emperador ordenó que fueran exhibidos en el jardín de su residencia principal, el palacio del mar; lo que ha constituido una de las primeras exposiciones de fósiles de la historia. Las excavaciones más modernas han mostrado que esa presencia humana en la isla puede ser remontada al neolítico y la Edad del Bronce.
En su Eneida, Virgilio declara que la isla había sido poblada por el pueblo griego de Telebos, proveniente de las Islas Jónicas. Fue un asentamiento griego a partir del siglo VII a. C.
Estrabón dice que: «...contaba antaño con dos pequeñas ciudades, pero posteriormente sólo quedó una. La tenían bajo su dominio los habitantes de Neápolis, aunque la perdieron en una guerra». Se refiere el geógrafo griego a la guerra Social, cuando Pompeyo, partidario de Sila, se adueñó de Sicilia y de las provincias del norte de África (c. 82 a. C.).

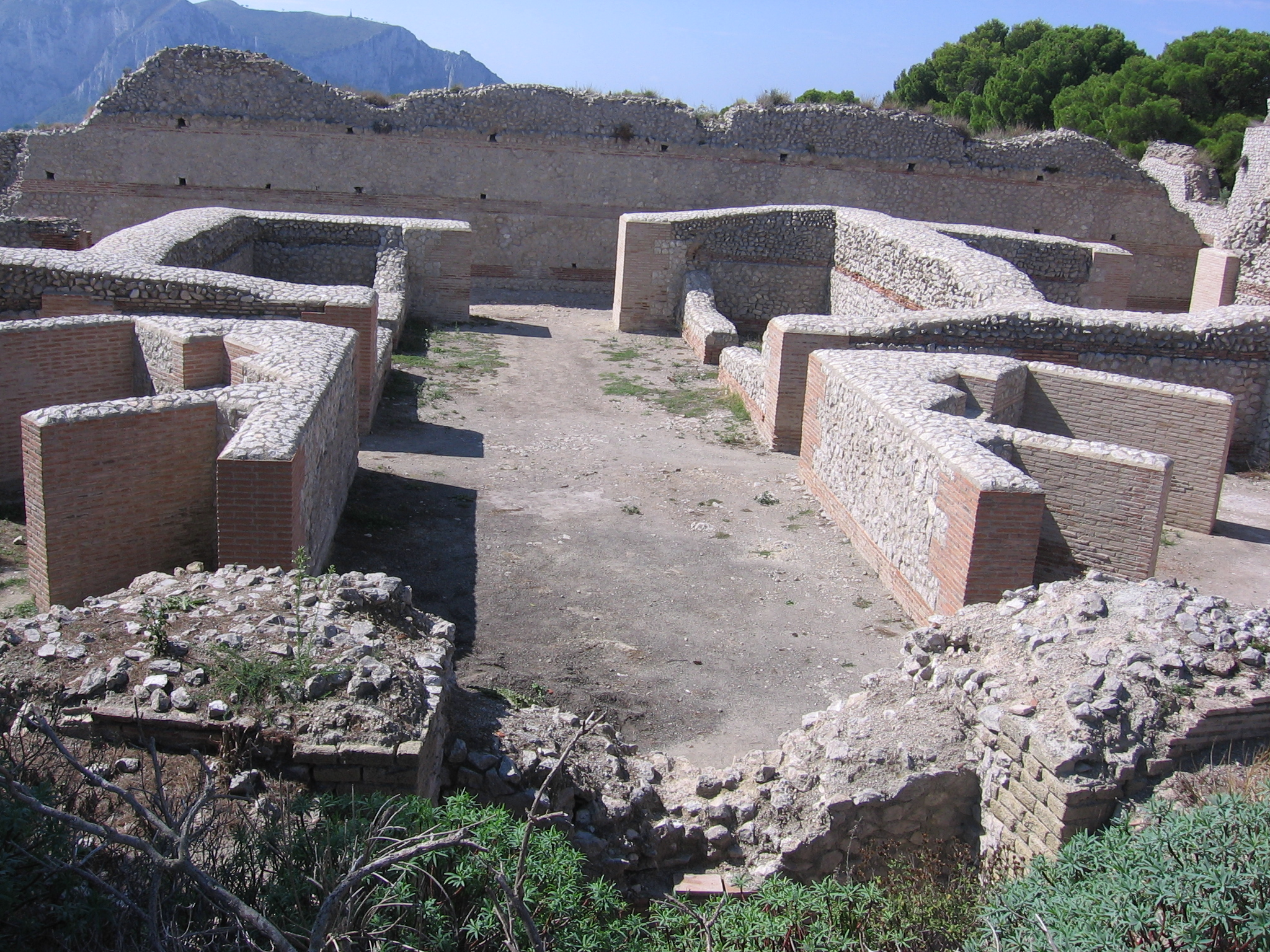
Restauración de Villa Jovis.

Tácito recoge que había doce villas imperiales en Capri (latín Capreae). las ruinas de una en Tragara podían aún verse en el siglo XIX. Fue la isla predilecta de Octavio Augusto que la frecuentó durante cuarenta años.
Tiberio, el sucesor de Augusto, también construyó una serie de villas en Capri, la más famosa de las cuales era Villa Jovis, una de las villas romanas mejor conservadas de Italia. En el año 27, Tiberio se trasladó permanentemente a Capri, desde donde gobernó el Imperio hasta su muerte en el 37.
Según Suetonio, mientras estaba en la isla, Tiberio (acompañado de su sobrino nieto, Calígula) disfrutó imponiendo numerosas crueldades y perversiones sexuales a sus esclavos. 
En el 182, el emperador Cómodo, exilió a su hermana Galeria Lucilla a Capri. Fue ejecutada poco después.

### Edad Media y Moderna

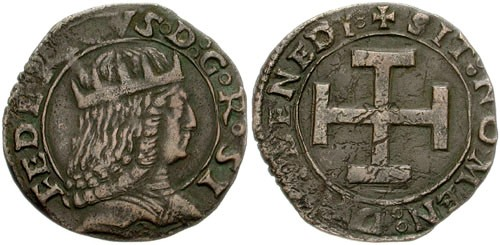
Federico I de Nápoles.

Después de la caída del imperio Romano, comienza un largo período en el cual la isla estuvo prácticamente abandonada. 
Tras el final del Imperio romano de Occidente, Capri volvió a estar sometida a Nápoles, y sufrió varios ataques y estragos de los piratas. En el 866 el emperador Luis II el Joven dio la isla a Amalfi. En el 987 el primer obispo de Capri fue consagrado por el Papa Juan XV. Alrededor del año 1000 pasa a la soberanía de Amalfi y era la sede de una guarnición y una prisión.
A finales del siglo XIV los Angionini comienzan una obra de recalificación, comienzan los trabajos para la edificación de la Certosa di San Giacomo.
En 1496, Federico I de Nápoles estableció la paridad legal y administrativa entre los dos asentamientos de Capri y Anacapri. Las incursiones piratas llegaron a su máximo apogeo durante el reinado de Carlos I de España: los famosos almirantes turcos Jeireddín Barbarroja y Turgut Reis saquearon la isla en 1535 y 1553, respectivamente. 
En los Siglos XVII y XVIII la isla estuvo casi únicamente gobernada por la autoridad religiosa.
El primer visitante famoso de la isla fue el francés Jean Jacques Bourchard, en el siglo XVII. Su diario, encontrado en 1850, es una importante fuente sobre el estado de Capri en aquella época.

### Historia reciente

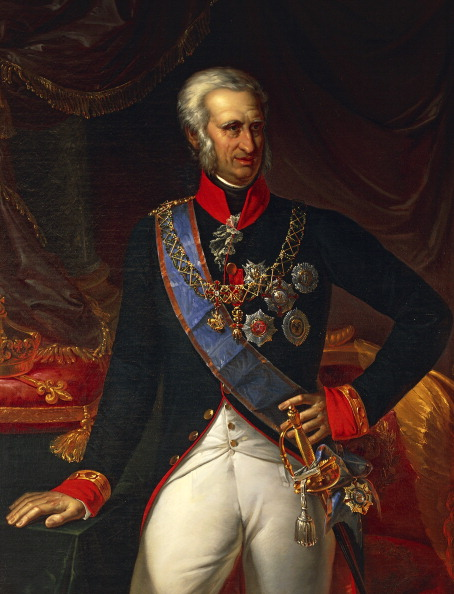
Fernando I de las Dos Sicilias.

En enero de 1806, las tropas francesas ocuparon la isla durante la guerra de la tercera coalición. Los británicos expulsaron a los soldados franceses en mayo del mismo año y establecieron una nutrida guarnición. En este período la isla cuenta con cerca de 3000 habitantes.
Capri fue convertido en una poderosa base naval (un "segundo Gibraltar"), pero el programa constructivo causó graves daños a los sitios arqueológicos. Joachim Murat reconquistó Capri el 16 de octubre de 1808, por la capitulación de Hudson Lowe, y los franceses se quedaron allí hasta el final de la era napoleónica (1815), cuando Capri fue devuelta a la casa de Borbón gobernante en Nápoles.
En la segunda mitad del siglo XIX, Capri se convirtió en un centro vacacional popular para artistas europeos, escritores y otras celebridades. John Singer Sargent y Frank Hyde están entre los artistas ilustres que se quedaron en la isla en torno a finales de la década de 1870. Sargent es conocido por su serie de retratos que representan a la bella modelo de Capri, Rosina Ferrara. 
También en el siglo XIX, el científico naturalista Ignazio Cerio catalogó la flora y la fauna de la isla. Este trabajo fue continuado por su hijo, el escritor e ingeniero Edwin Cerio, que escribió varios libros sobre la vida en Capri en el siglo XX. 
Han sido numerosos personajes que han recalado en Capri: Vladímir Lenin, Máximo Gorki, Marguerite Yourcenar, Friedrich Krupp, Pablo Neruda, Curzio Malaparte, Norman Douglas, Sibilla Aleramo, Axel Munthe, Christian Wilhelm Allers, Emil von Behring, la reina sueca Victoria. 
Gracie Fields también tenía una villa en ella, le dedicó dos canciones, "La isla de Capri" y "Vuelve a Sorrento". Mariah Carey posee una villa en la isla.

## Capri en la literatura

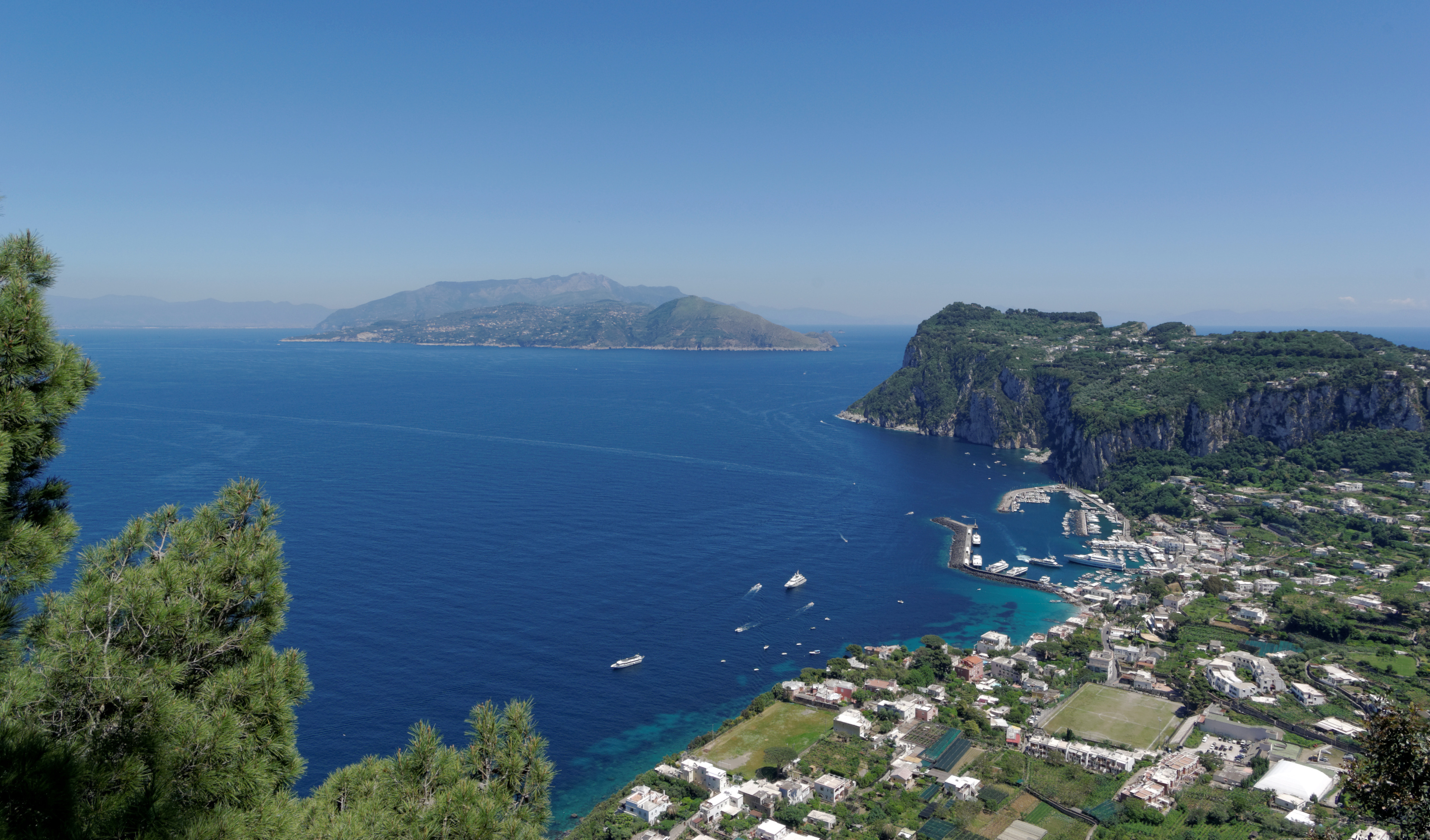
Vista del puerto desde Villa San Michele.

En la novela histórica La última legión es protagonista esta isla, a la que es desterrado Rómulo Augusto, último emperador del Imperio romano.
El libro que creó la fascinación del siglo XIX por Capri, en Francia, Alemania, e Inglaterra fue Entdeckung der Blauen Grotte auf der Insel Capri, del pintor y autor August Kopisch, en la que describe su estancia en 1826 en Capri y su (re)descubrimiento de la Gruta Azul.
Capri es el escenario de Los lotófagos, un relato de Somerset Maugham. En la historia, el protagonista, de Boston, va a Capri de vacaciones y está tan encantado con el sitio que deja su trabajo y decide dedicar el resto de su vida a estar ocioso en Capri.
Claude Debussy hace referencia a las colinas de la isla en el título de su obra Preludio impresionista, Les collines d'Anacapri (1910).
Jacques d'Adelsward-Fersen escribe la roman à clef Et le feu s’èteignit sur le mer (1910), sobre Capri y sus residentes a principios del siglo XX, que causan un pequeño escándalo. La vida de Fersen en Capri es el tema de la biografía de ficción de Roger Peyrefitte, L'Exile de Capri. Uno de los más famosos residentes extranjeros de Capri, Norman Douglas en su novela South Wind, hace una descripción —finamente llevada a la ficción— de los residentes y los visitantes de Capri, y varias de sus otras obras, tantos libros como panfletos, tratan de la isla, incluyendo Capri (1930) y su última obra, A Footnote on Capri (1952)). Una satírica presentación de la colonia lesbiana de la isla en los años 20 es hecha en la novela Extraordinary Women (1928) de Compton Mackenzie.

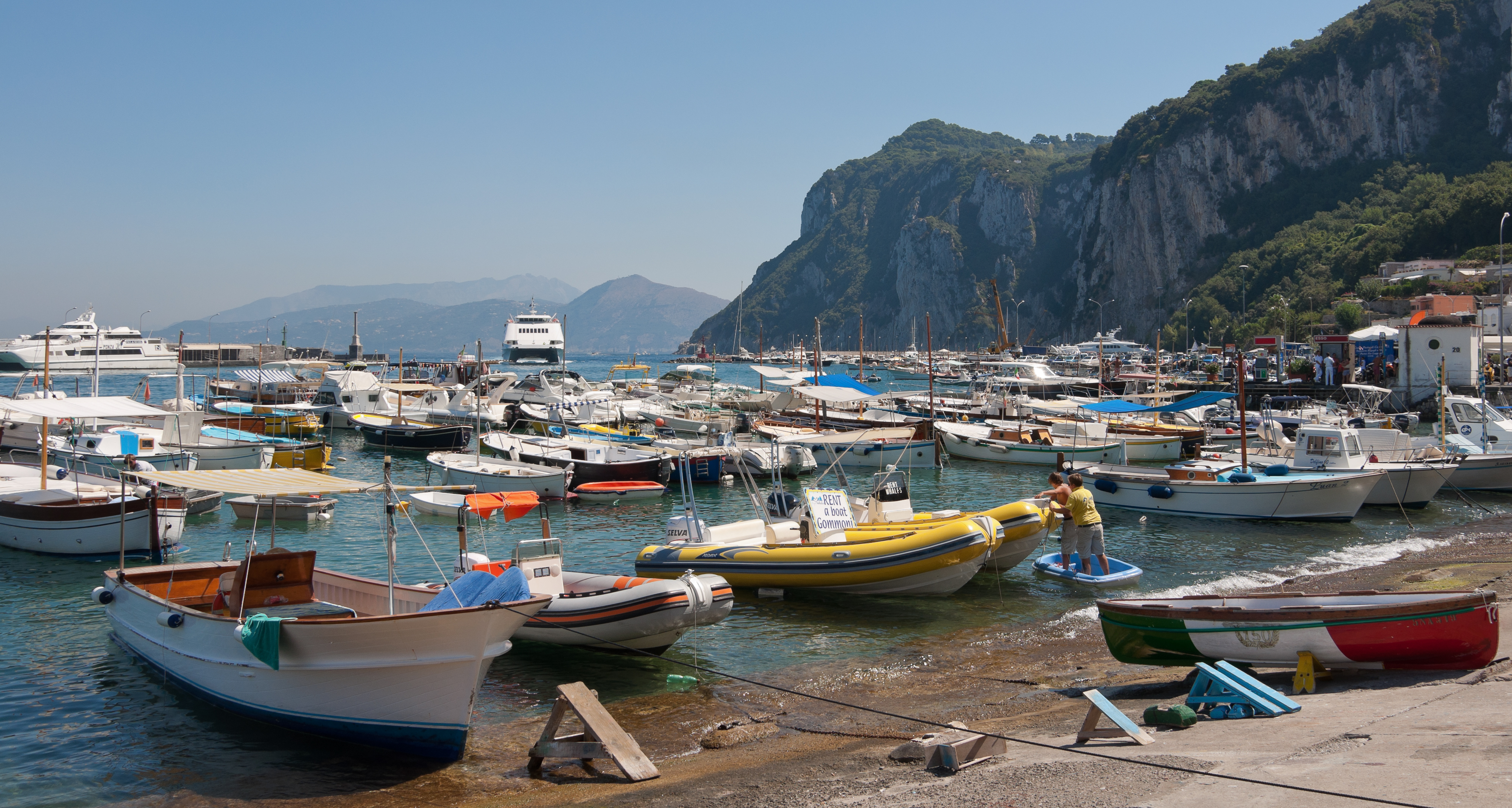
El puerto de Marina Grande en Capri.

La colección de memorias sobre Capri incluyen elAria di Capri (1928) de Edwin Cerio, que contiene varios ensayos históricos y biográficos sobre la isla, incluyendo un tributo a Norman Douglas; La historia de San Michele (1929) por el médico sueco Axel Munthe (1857–1949), que construyó la Villa San Michele; An Impossible Woman: The Memoirs of Dottoressa Moor (1975) de Elisabeth Moor, quine trabajó con el doctor desde 1926 hasta los años 70; y Graham on Capri: A Memoir (2000) de Shirley Hazzard sobre los recuerdos de Graham Greene. 
La colección de novelas sobre Capri incluye la epónima Kapri (1939), del novelista letón Jānis Jaunsudrabiņš, que representa la isla como una especie de prisión para europeos que se han escapado de sus vidas y responsabilidades; y I Love Capri de Belinda Jones.
Capri es la isla predilecta del autor español Albert Espinosa dónde ha situado gran parte de su tercera novela Si tú me dices ven, lo dejo todo... pero dime ven publicada en 2011.
En el 2012 la escritora estadounidense Amanda Hocking publicó su saga Canción de Mar, donde Capri es mencionado como la tierra natal de sus protagonistas que son unas sirenas.

## Lugares de interés

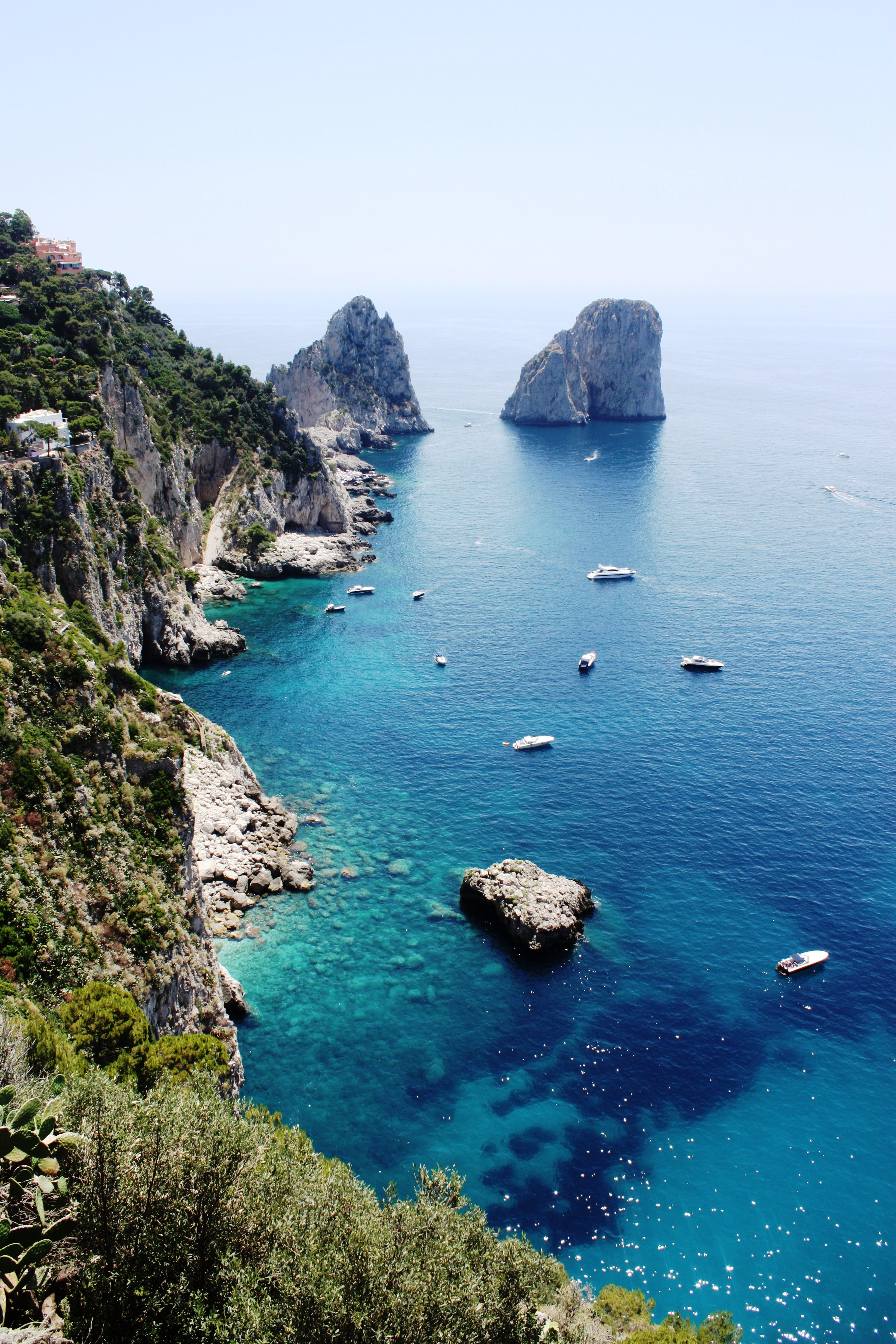
Faraglioni.

- Villa San Michele
- Gruta Azul, la gruta azul
- Villa Lysis
- Villa Jovis
- La Piazzetta
- Via Krupp
- Arco Naturale
- Villa Malaparte
- Torre Materita
- Certosa di San Giacomo
- I Faraglioni
- Monte Solaro
- Punta Carena

## Turismo

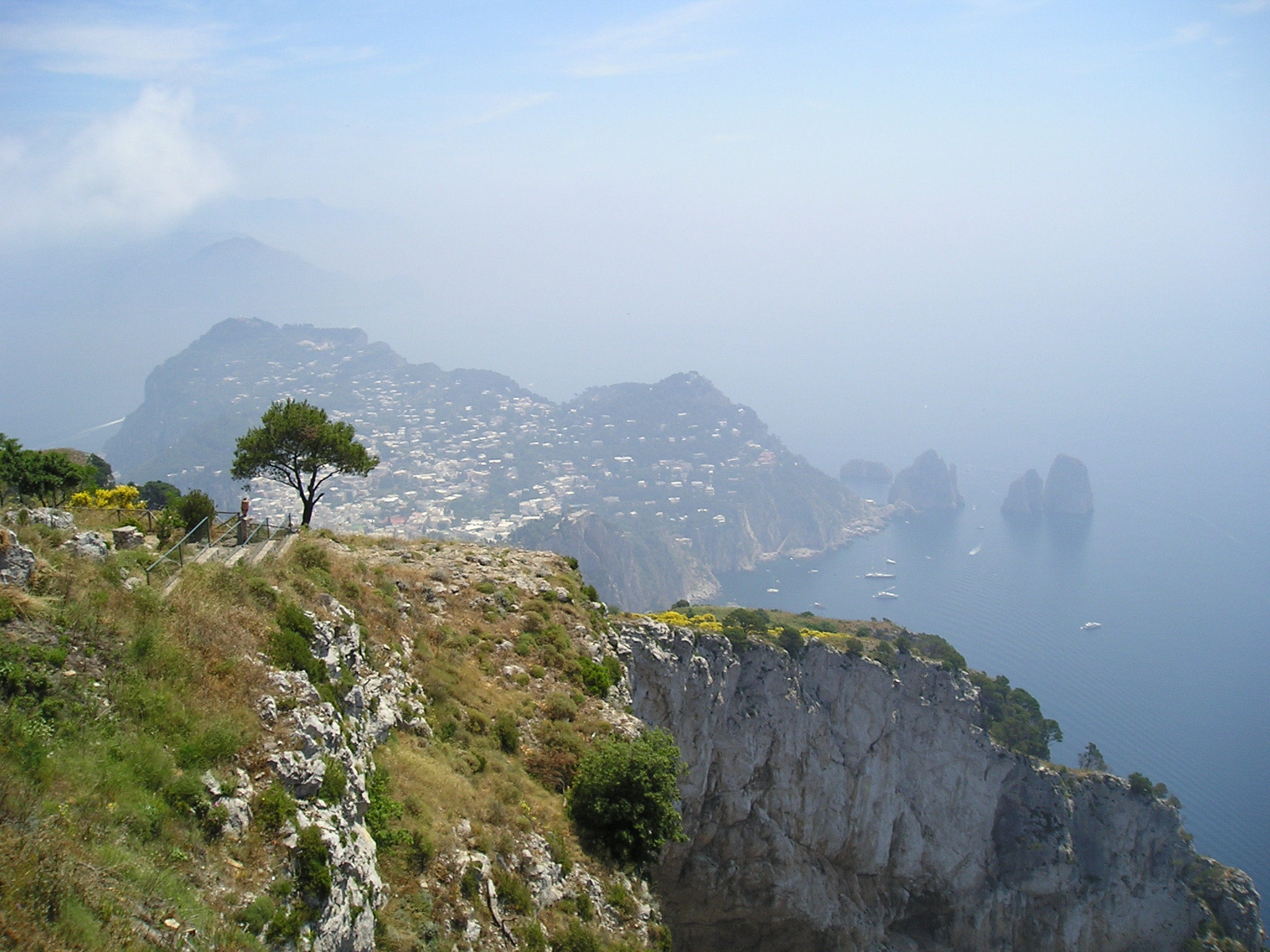
Vista de la isla desde Anacapri.

Capri es un destino turístico tanto para italianos como extranjeros. En los años 50, Capri se convirtió en un destino popular para la jet set internacional. La piazzetta central de Capri, aunque conserva su modesta arquitectura urbana, está llena de tiendas lujosas, restaurantes caros, y paparazzi a la caza de celebridades.
Durante el verano hay una gran afluencia de turistas, a menudo de excursionistas de Nápoles y Sorrento.

## Transporte
Capri dispone de servicios frecuentes de transbordador e hidroala con Nápoles y Sorrento, además de muchas otras conexiones por barco con los puertos del golfo de Nápoles y la península Sorrentina. Los barcos visitan Marina Grande, desde la que se puede acceder mediante funicular a la ciudad de Capri.

## Gastronomía

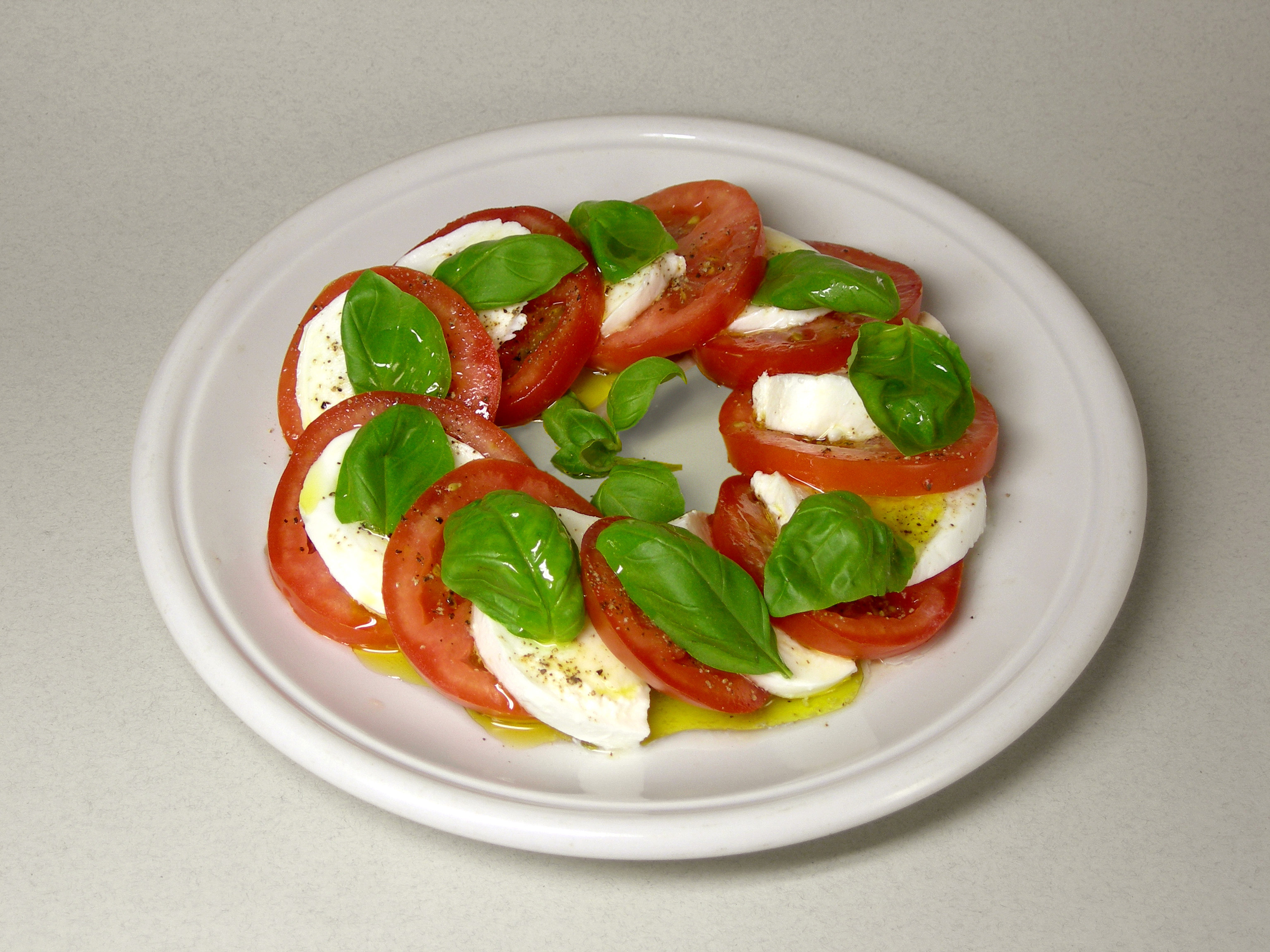
Ensalada caprese.

Recetas tradicionales
- "Chiumenzana"
- "Cianfotta"
- Ensalada caprese
- Limoncello caprese
- Ravioli capresi
- Torta caprese